# Gianuario Carta
Gianuario Carta (ur. 1 stycznia 1931 w Bitti, zm. 14 lutego 2017 w Cagliari) – włoski polityk, prawnik i samorządowiec, deputowany, senator, w latach 1983–1986 minister.

## Życiorys
Ukończył studia prawnicze na Katolickim Uniwersytecie Najświętszego Serca w Mediolanie. Praktykował w zawodzie adwokata. Przystąpił do Chrześcijańskiej Demokracji, zasiadał we władzach krajowych DC. W latach 1965–1967 pełnił funkcję radnego Sardynii. W 1968 po raz pierwszy został wybrany na posła do Izby Deputowanych. W 1972, 1976 i 1979 z powodzeniem ubiegał się o reelekcję. W wyniku kolejnych dwóch wyborów (w 1983 i 1987) wchodził w skład Senatu, w którym zasiadał do 1992.
Pełnił funkcję sekretarza stanu w ministerstwie finansów (1973–1974), przy urzędzie premiera (1974, 1976), w resortach marynarki handlowej (1974–1976), przemysłu, handlu i rzemiosła (1976–1978) oraz skarbu (1978–1979). Od sierpnia 1983 do sierpnia 1986 sprawował urząd ministra marynarki handlowej w pierwszym rządzie Bettina Craxiego.
Był także działaczem sportowym w ramach FIPM, włoskiej federacji pięcioboju nowoczesnego. Pełnił funkcje przewodniczącego jej komitetu koordynacyjnego (1973–1975) oraz prezesa tej organizacji (1975–1981).